# José Dolores Alfonseca
José Dolores Alfonseca (* 24. Mai 1878 in Santo Domingo; † 15. Februar 1933 in San Juan) war ein dominikanischer Politiker und bis 1930 Vizepräsident der Dominikanischen Republik.
Der ausgebildete Mediziner war Professor an der medizinischen Fakultät der Universidad Autónoma de Santo Domingo und wurde für seine Arbeit in französischen Krankenhäusern während des Ersten Weltkrieges mit einem Orden der Ehrenlegion ausgezeichnet. Er war politisch als Abgeordneter und Senator aktiv und wurde dann Staatssekretär für Finanzen und Wirtschaft und schließlich von 1927 bis 1930 Vizepräsident während der Präsidentschaft von Horacio Vásquez. Nach dem Putsch Trujillos 1930 ging er ins Exil nach Puerto Rico, wo er 1933 verstarb.